# Eduard Boada Aragonès
Eduard Boada i Aragonès (Tarragona, 14 de març del 1971) és un escriptor català. Llicenciat en Geografia i Història per la Universitat Rovira i Virgili i diplomat en Ciències religioses per l'Institut Superior de Ciències Religioses Sant Fructuós. Treballa com a professor d'Institut en l'àrea de formació professional.
La seva trajectòria com a escriptor comença el 2002 amb el llibre Mont-roig del Camp: Goigs i ermites, una publicació que inclou tant un recull de les advocacions de les ermites de la Mare de Déu de la Roca i el Peiró com un inventari de relíquies i recull de goigs de la zona, entre els quals destaquen uns goigs dedicats a Sant Jeroni que actualment no es canten. Aquest tema tornà a centrar la seva atenció i la d'altres autors a la publicació Socorreu a qui us invoca. Sense abandonar la religiositat, també ha publicat treballs sobre les confraries a l'època moderna, documentant costums i pràctiques que es duien a terme a Mont-roig, com el ball de l'almorratxa, les enramades, les cançons de pandero i els esquellots.
Ha estudiat temes d'història agrícola, com el repartiment de les tandes d'aigua a l'horta de Mont-roig durant els segles xvii i xviii en el llibre L'aigua i la gent. Ha investigat la ubicació de partides del terme a la crònica Mont-roig 1714, llibre on hi documenta el nom de dos mont-rogencs que van participar en la Guerra de Successió fent costat al coronel Rafel de Nebot i Font. Ha investigat el polític i pedagog republicà Agustí Sardà i Llaveria i el mossèn de Falset Josep Maria Franquet.
Ha col·laborat amb diferents publicacions, com El Dial, El Setge de Cambrils, Naucher Global, Diari de Tarragona, Ressò Mont-rogenc o El Jornal, entre d'altres. També ha participat en treballs de caràcter audiovisual, destacant-hi La tornada de l'exprés 702.

## Obres
- 2002 Mont-roig del Camp: Goigs i ermites. Ed. Cossetània.
- 2005 La carta de població de Mont-roig del Camp. Pub. Ajuntament de Mont-roig del Camp
- 2006 Notes per a la història de les cofraries de Mont-roig del Camp. Pub. Centre d'Estudis Mont-rogencs.
- 2008 Mn. Franquet i els Fulls històrics de Mont-roig. Pub. Centre d'estudis Mont-rogencs.
- 2011 Mont-roig i la Guerra del Francès. AAVV Muntanya Roja i Patronat Mare de Déu de la Roca.
- 2013 L'aigua i la gent. Aspectes de l'Horta de Mont-roig als segles XVII i xviii. Ed. Ganzell.
- 2014 Mont-roig 1666, una història negra. Els fets del carrer de la Coma. Ed. Ganzell.
- 2014 Mont-roig 1714. Tres-cents anys. Ed. Ganzell.[6]